# V505 de Perseu
V505 de Perseu (V505 Persei) és un estel variable a la constel·lació de Perseu situat a 198 anys llum del sistema solar.
La seva lluentor varia entre magnitud aparent +6,87 i +7,46.
V505 de Perseu és un binari eclipsant compost per dos estels grocs de tipus F5V. Ambdós són molt semblants amb temperatures efectives de 6.512 ± 21 K per a la component principal i 6.462 ± 12 K per a la secundària. La primera és un 27% més massiva que el Sol i té un radi de 1,29 radis solars. Lluix amb una lluminositat 2,67 vegades major que la lluminositat solar i sembla que, dins de l'evolució estel·lar, està començant a abandonar la seqüència principal. El seu acompanyant té una massa de 1,25 masses solars i el seu radi és un 27% més gran que el del Sol. És 2,51 vegades més lluminós que el Sol. Ambdós giren sobre si mateixos amb una velocitat de rotació projectada de 15,3 km/s. La metal·licitat d'aquest binari és un 24% inferior a la solar i la seva edat s'estima en 900 milions d'anys.
El període orbital del sistema és de 1,9009 dies (45,62 hores) i el semieix major de l'òrbita és de 0,04 ua. En els eclipsis la lluentor de l'estel disminueix 0,59 magnituds. Malgrat la proximitat entre ambdós components, el sistema no constitueix un binari de contacte.